# Gare de Saint-Agnan
La gare de Saint-Agnan est une halte ferroviaire française située sur la commune de Saint-Agnan dans le département de Saône-et-Loire en région Bourgogne-Franche-Comté.

## Situation ferroviaire
Établie à 228 mètres d'altitude, la gare de Saint-Agnan est située au point kilométrique (PK) 46,647 de la ligne de Moulins à Mâcon entre les gares ouvertes de Gilly-sur-Loire et de Digoin.

## Histoire
La gare de Saint-Agnan est mise en service le 10 mai 1869 par la Compagnie des chemins de fer de Paris à Lyon et à la Méditerranée (PLM), lorsqu'elle ouvre à l'exploitation la troisième et dernière section de Digoin à Moulins, de sa « ligne de Chagny à Moulins ».
Après la création de la Société nationale des chemins de fer français (SNCF) la ligne prend le nom de ligne de Moulins à Mâcon, n°770000.

## Service des voyageurs

### Accueil
Halte SNCF, c'est un point d'arrêt non géré (PANG) à entrée libre sur la ligne de Moulins à Mâcon.

### Dessertes
Saint-Agnan est desservie par un seul train TER Bourgogne-Franche-Comté reliant les gares de Clermont-Ferrand à Montchanin et Dijon-Ville. Sa desserte est complétée par des autocars reliant les gares de Moulins et de Paray-le-Monial, à raison de 5 allers et retours par jour en semaine.